# Astrolepis
Astrolepis is een geslacht met zes soorten varens uit de lintvarenfamilie (Pteridaceae).
Het zijn lithofyten uit warme, droge en rotsige biotopen afkomstig uit Noord-, Midden- en Zuid-Amerika.

## Naamgeving enetymologie
- Engels: Star-scaled Cloak Ferns

De botanische naam Astrolepis is afgeleid van het Oudgrieks ἄστρον (astron), 'ster' en λεπίς (lepis), 'schub', naar de stervormige schubben op de bladen.

## Kenmerken
Astrolepis-soorten zijn overwegend litofytische varens met korte, rechtopstaande tot kruipende, weinig vertakte rizomen, bezet met lijnvormige, bruine of tweekleurige schubben. De bladen zijn gegroepeerd in dichte bundels, eenvormig, van 10 cm tot 130 cm lang. De bladsteel is strogeel tot mat bruin, aan de bovenzijde rolrond, schaars tot dicht bedekt met schubben, met twee vaatbundels. De bladschijf is lijn- tot lijnlancetvormig, eenmaal geveerd, lederachtig, aan de bovenzijde aanvankelijk schaars tot dicht bedekt met stervormige schubben, later glad, mat grijsgroen, aan de onderzijde bedekt met overlappende, lancetvormige tot ovale schubben met onderliggend stervormige schubben. De bladslipjes zijn meestal gesteeld, ovaal, eirond tot small driehoekig, dikwijls met hartvormige basis, meestal breder dan 4 mm, de randen vlak en niet naar beneden omgekruld.
De sporenhoopjes staan verspreid langs de rand van de blaadjes aan het einde van de nerven, niet beschermd door pseudo-indusia of echte dekvliesjes.

## Taxonomie
De soorten van het geslacht Astrolepis werden oorspronkelijk bij de geslachten Notholaena of Cheilanthes ingedeeld. Een biosystematische studie van Benham en Windham uit 1992 heeft echter aangetoond dat deze soorten een monotypische groep vormen, te onderscheiden door onder andere de eenmaal geveerde bladen, de dubbele vaatbundel in de bladsteel, de stervormige schubben en het aantal chromosomen (n = 29).
Het geslacht telt in de huidige indeling zes soorten.

### Soortenlijst
- Astrolepis beitelii (Mickel) D.M.Benham & Windham (1992)
- Astrolepis cochisensis (Goodd.) D.M. Benham & Windham (1992)
- Astrolepis crassifolia (Houlston & T.Moore) D.M.Benham & Windham (1992)
- Astrolepis integerrima (Hook.) D.M. Benham & Windham (1992)
- Astrolepis sinuata (Lag. ex Sw.) D.M. Benham & Windham (1992)
- Astrolepis windhamii D.M. Benham (1992)